# Arne Vodder
 Der er for få eller ingen kildehenvisninger i denne artikel, hvilket er et problem. Du kan hjælpe ved at angive troværdige kilder til de påstande, som fremføres i artiklen.

Arne Vodder (16. februar 1926 – 2009) var en dansk arkitekt og designer, som regnes for en af de mest indflydelsesrige skandinaviske
møbeldesignere fra midten af 1900-tallet. 
Hans designs var stort set alle fremstillet i naturlige materialer, som rosentræ og teak – som det var på mode dengang.
I dag er Arne Vodder nok mest kendt for de små borde i rosentræ og teak, som han designede i 1950erne og 1960erne. Disse blev produceret hos Sibast Møbler.